# Очеретянка маріанська
Очеретянка маріанська (Acrocephalus yamashinae) — вимерлий вид співочих птахів з родини очеретянкових (Acrocephalidae).

## Назва
Вид названо на честь японського орнітолога Ямасіни Йошімаро (1900-1989).

## Ареал та вимирання
Вид був ендеміком острова Паган (Північні Маріанські острови). Його ареал був обмежений прісноводними водно-болотними угіддями та їх маргінальною рослинністю навколо двох озер. Вимер на початку 1970-х років. Вважається, що вид зник до виверження вулкана 1981 року. Востаннє птаха розшукували у 2010 році.

## Опис
Птах завдовжки приблизно 17 см і дуже нагадував очеретянку солов'їну (Acrocephalus luscinius), але верхня частина тіла була більш коричневою та тьмянішою, з меншою кількістю оливково-червоного кольору на спині, крупі та майже квадратному хвості, дзьоб був коротшим і більш вигнутим.